# چماقی شدن ناخن

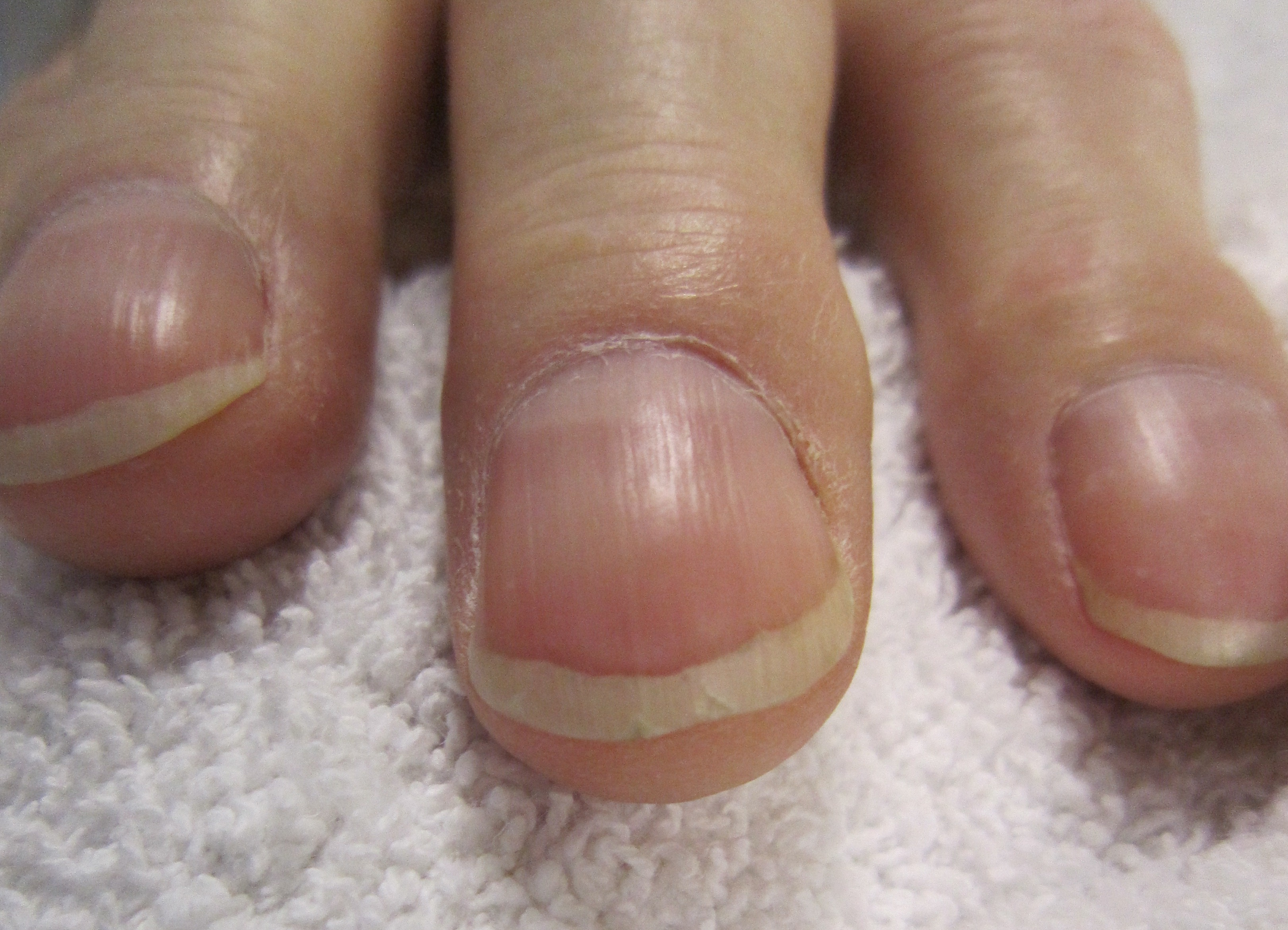

چماقی شدن ناخن (به انگلیسی: Nail clubbing)، به بیماری خمیدگی و برآمده شدن انتخابی بخش انتهایی (دیستال، دورینه‌ای) ناخن دست و پا و همچنین پوست اطراف بستر ناخن، گفته می‌شود.

## ویژگی‌ها
چماقی شدن یک اصطلاح توصیفی بالینی است که به تورم بافت نرم قسمت انتهایی استخوان بند انگشت همراه با از دست دادن زاویه بهنجار بین صفحه ناخن و بستر آن اشاره دارد.
چماقی شدن ناخن یکی از بیماری‌های ناخن است که البته شایع نیست. شیوع آن در زن و مرد یکسان است و هیچ نوع تفاوت جنسی دیده نمی‌شود. بیماری ناخن‌چماقی در اثر کاهش اشباع اکسیژن در خون ایجاد می‌شود و همچنین این بیماری به‌طور عمده در افرادی است که بیماری‌های مادرزادی قلبی دارند ایجاد می‌شود. در این افراد که مبتلا به بیماری ناخن‌چماقی هستند سرناخن شکل چماق را می‌گیرد. به‌طور عمده بیماری ناخن چماقی در اثر بیماری‌های قلبی و دستگاه تنفسی در افراد ایجاد می‌شود و برخی بیماری‌های مادرزادی ریه هم می‌تواند سبب ایجاد آن شود. هر علتی که سبب کاهش اشباع اکسیژن در خون می‌شود و در ایجاد آن تأثیر دارد.

## علل ایجاد
این علامت فیزیکی با بیماری‌های زمینه‌ای مختلف از جمله بیماری‌های ریوی، قلبی و عروقی، نورُسته‌ای (توموری، نئوپلاستیک)، عفونی، کبدی و صفراوی، گوارشی، میان‌سینه‌ای و درون‌ریز همراهی دارد. این حالت می‌تواند نشانه بیماری‌های دستگاه تنفسی مانند سرطان ریه و بیماری مزمن انسدادی ریه یا بیماری قلبی باشد.
چماقی شدن ممکن است ارثی، ایدیوپاتیک، یا اکتسابی باشد و همراه با انواعی از اختلالات است. ترکیب چماقی شدن و رنج کبود (سیانوز)، اغلب در بیماری مادرزادی قلب و گاه در بیماری ریوی (آبسه ریه، شانت شریانی - وریدی ریه) دیده می‌شوند ولی در بیماری ریوی انسدادی بدون عارضه مشاهده نمی‌گردد.

## خودآزمایی
این آزمایش را انجام دهید تا به چماقی بودن ناخن‌هایتان پی ببرید: انگشتان سبابه خود را به یکدیگر بچسبانید به‌طوری‌که سطح هر یک از آن‌ها سطح انگشت سبابه دیگر را بفشارد و نخستین مفصل هر انگشت لمس شود. در حالت طبیعی از پهلو یک شکاف مثلثی شکل در پایه ناخن مشاهده می‌شود. اما در ناخن‌های چماقی شکل این شکاف ناچیز است یا حتی شکافی وجود ندارد.